# Palazzo Arzberg Freihaus
Palazzo Arzberg Freihaus, o palazzo Arsio, è un palazzo situato ad Arsio, frazione del comune di Novella in provincia di Trento

## Storia
L'edificio venne costruito per volontà di Cristoforo Oliviero d'Arsio a partire dal 1627, su un terreno, detto "maso Broili", che suo padre Carlo aveva acquistato nel 1587 da Fortunato Madruzzo. L'arciduca Massimiliano d'Austria concesse al palazzo vari privilegi, tra cui l'esenzioni dalle imposte e il diritto d'asilo, motivo per cui esso era noto anche come "casa franca".
Cristoforo Oliviero visse per poco tempo nel palazzo, dato che poco dopo il suo completamento si trasferì nel palazzo Arsio di Revò; gli subentrò il figlio Corrado Orazio, che vi abitò per più di cinquant'anni; nel 1730 la proprietà passò a un cugino, Adamo d'Arsio, i cui discendenti vi dimorarono fino ai primi decenni dell'Ottocento. Nel 1932 la vedova del conte Paul Arz von un zu Arsio-Vasegg, Rina von Edle Dessouvic, lo vendette alla provincia patavina dei frati conventuali, e nel 2014 venne infine comprato dalla cassa rurale di Fondo.

## Descrizione

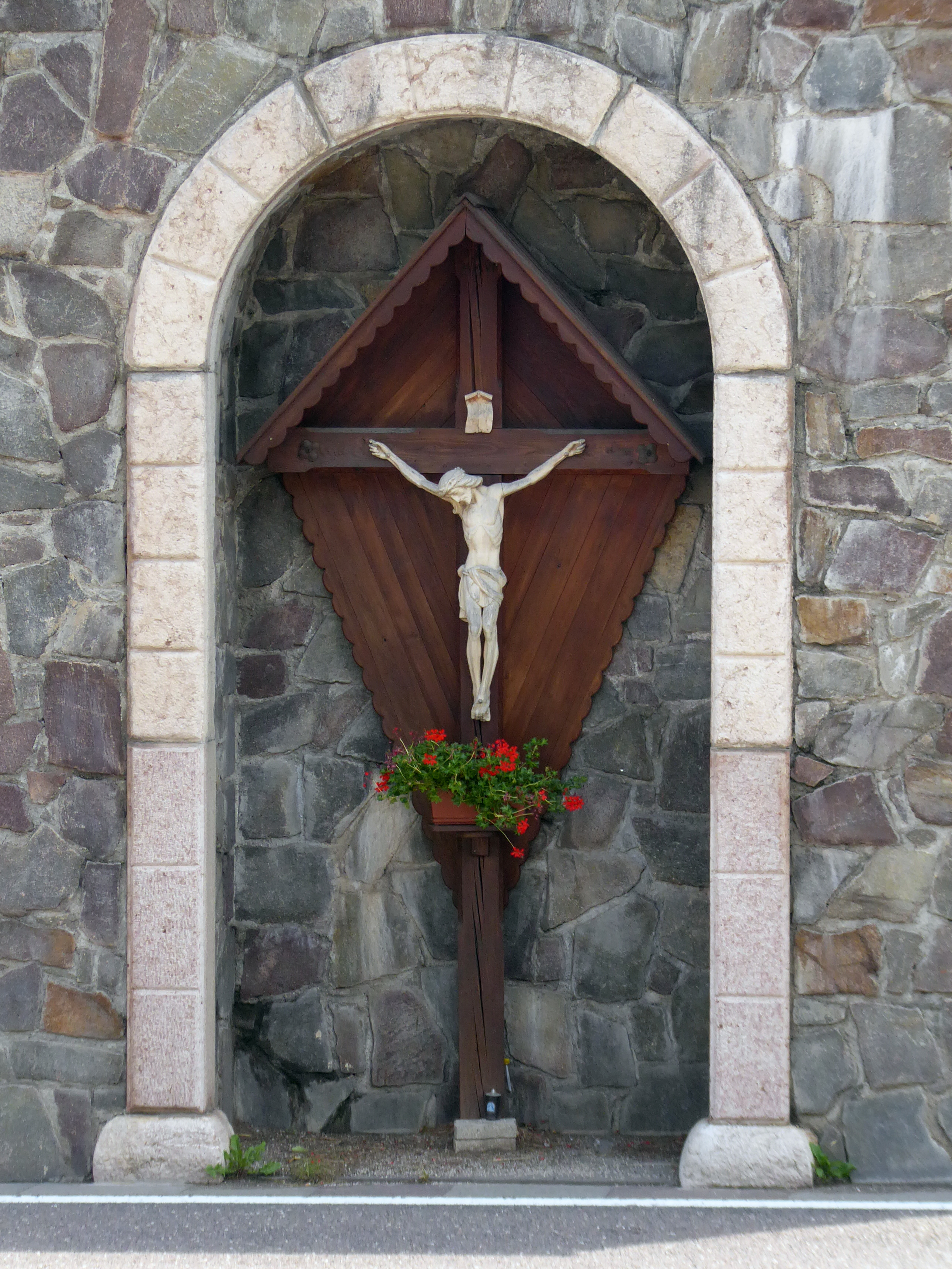
La nicchia con crocifisso nel muro di cinta

### Esterno
Il palazzo e le altre strutture di pertinenza si trovano al limitare sud del paese di Arsio, separate dal resto dell'abitato dalla strada statale 42. Il complesso è circondato da un muro di cinta, aperto da un portale sormontato dallo stemma di Sigismondo Giovanni d'Arsio-Vasio, datato 1726; più a est nel muro si trova un'altra nicchia che ospita un grande crocifisso, ed è formata con il portale che consentiva l'accesso alle stalle del palazzo, demolite con l'allargamento della strada.
La facciata del palazzo è aperta da un portale in pietra bugnato, con battenti lignei ornati da specchiature e motivi geometrici e lunetta con decori a raggio di sole in ferro battuto. Sono presenti tre ordini di finestre: cinque al primo piano, chiuse da inferriate a motivi romboidali; sei al secondo piano, dotate di timpano; sei anche al terzo piano, più piccole e sormontate da conchigiolini, e altre due nel timpano della facciata.